# Driss Belaamri
Driss Belaamri (en arabe : ادريس بلعمري) est un footballeur marocain né le 4 octobre 1982. 
Il est évolue au poste d'ailier ou de meneur de jeu.
C'est un joueur très technique qui possède une bonne qualité de centre[réf. nécessaire].

## Carrière
- -2009 : Ittihad Khémisset  Maroc
- 2009-2011 : MAS Fès  Maroc
- 2011-2012 : Raja Casablanca  Maroc[1]
- 2013 : COD Meknès  Maroc